# Florencia Molinero
Florencia Molinero (Rafaela, 28 novembre 1988) è un'ex tennista argentina.

## Carriera
Vincitrice di nove titoli ITF in singolare e venticinque in doppio, ha fatto parte della squadra argentina di Fed Cup vincendo undici incontri su quindici disputati.

## Circuito WTA 125

### Doppio

#### Sconfitte (1)
| N. | Data             | Torneo              | Superficie  | Compagna        | Avversarie in finale                  | Punteggio        |
| 1. | 17 febbraio 2013 | Copa Bionaire, Cali | Terra rossa | Teliana Pereira | Catalina Castaño Mariana Duque Mariño | 6-3, 1-6, [5-10] |

## Statistiche ITF

### Singolare

#### Vittorie (9)
| Torneo 100 000 $ (0) |
| Torneo 75 000 $ (0)  |
| Torneo 50 000 $ (0)  |
| Torneo 25 000 $ (5)  |
| Torneo 15 000 $ (0)  |
| Torneo 10 000 $ (4)  |

| N. | Data            | Torneo                    | Superficie  | Avversaria in finale | Punteggio     |
| 1. | 12 giugno 2005  | Nazare                    | Cemento     | Joana Cortez         | 7-5, 3-6, 6-0 |
| 2. | 7 novembre 2005 | San Paolo                 | Cemento     | Joana Cortez         | 7-5, 7-6(3)   |
| 3. | 4 dicembre 2005 | L'Avana                   | Cemento     | Yamile Fors-Guerra   | 6-4, 6-3      |
| 4. | 24 marzo 2007   | Coatzacoalcos             | Cemento     | Estefania Craciun    | 6-4, 6-3      |
| 5. | 19 maggio 2007  | Cordoba                   | Terra rossa | Soledad Esperon      | 6-0, 6-2      |
| 6. | 10 luglio 2011  | Aschaffenburg             | Terra rossa | Stephanie Vogt       | 7-6(6), 6-1   |
| 7. | 29 luglio 2012  | São José do Rio Preto     | Terra rossa | María Irigoyen       | 6-3, 6-4      |
| 8. | 1º luglio 2013  | ITF São José do Rio Preto | Terra rossa | María Irigoyen       | 0–6, 6–2, 6–3 |
| 9. | 7 ottobre 2013  | ITF Asunción, Paraguay    | Terra rossa | Verónica Cepede Royg | 6–3, 7–6(5)   |

#### Sconfitte (14)
| Torneo 100 000 $ (0) |
| Torneo 75 000 $ (0)  |
| Torneo 50 000 $ (1)  |
| Torneo 25 000 $ (11) |
| Torneo 15 000 $ (0)  |
| Torneo 10 000 $ (2)  |

| N.  | Data              | Torneo              | Superficie    | Avversaria in finale     | Punteggio     |
| 1.  | 17 settembre 2006 | Caracas             | Terra rossa   | Mariana Duque-Marino     | 4-3, ritirata |
| 2.  | 12 maggio 2007    | Cordoba             | Terra rossa   | Agustina Lepore          | 0-6, 2-6      |
| 3.  | 3 agosto 2008     | Campos do Jordão    | Cemento       | Jorgelina Cravero        | 3-6, 2-6      |
| 4.  | 7 settembre 2008  | Alphen aan den Rijn | Terra rossa   | Stephanie Gehrlein       | 6(3)-7, 0-6   |
| 5.  | 18 aprile 2010    | ITF Osprey          | Terra rossa   | Jamie Hampton            | 1–6, 3–6      |
| 6.  | 3 aprile 2011     | Buenos Aires        | Terra rossa   | Patricia Mayr-Achleitner | 6-0, 2-6, 2-6 |
| 7.  | 4 settembre 2011  | Sarajevo            | Terra rossa   | Ani Mijacika             | 1-6, 6-3, 4-6 |
| 8.  | 19 novembre 2011  | Asunción            | Terra rossa   | Romana Caroline Tabak    | 1-6, 0-6      |
| 9.  | 1º luglio 2012    | Stuttgart-Vaihingen | Terra rossa   | Kateryna Kozlova         | 6-3, 5-7, 4-6 |
| 10. | 1º aprile 2013    | ITF Jackson         | Terra battuta | Laura Siegemund          | 4–6, 0–6      |
| 11. | 29 settembre 2013 | ITF Seville         | Terra battuta | Teliana Pereira          | 6–7, 3–6      |
| 12. | 29 giugno 2014    | ITF Périgueux       | Terra battuta | Cindy Burger             | 5–7, 1–6      |
| 13. | 22 novembre 2014  | ITF Asunción        | Terra battuta | Bianca Botto             | 3–6, 2–6      |
| 14. | 6 dicembre 2014   | ITF Santiago        | Terra battuta | Bianca Botto             | 6–3, 5–7, 1–6 |

### Doppio

#### Vittorie (25)
| Torneo 100 000 $ (2) |
| Torneo 75 000 $ (0)  |
| Torneo 50 000 $ (0)  |
| Torneo 25 000 $ (23) |
| Torneo 15 000 $ (0)  |
| Torneo 10 000 $ (0)  |

| N.  | Data              | Torneo              | Superficie  | Compagno                 | Avversarie in finale                        | Punteggio           |
| 1.  | 6 ottobre 2007    | Monterrey           | Cemento     | Melissa Torres-Sandoval  | Frederica Piedade Roxane Vaisemberg         | 6-1, 7-5            |
| 2.  | 6 settembre 2008  | Alphen aan den Rijn | Terra rossa | Lesja Curenko            | Darija Jurak Vojislava Lukić                | 4-6, 7-5, [10-7]    |
| 3.  | 23 maggio 2009    | Santos              | Terra rossa | Monique Adamczak         | Maria-Fernanda Alvarez-Teran María Irigoyen | 1-6, 6-1, [10-7]    |
| 4.  | 11 luglio 2009    | La Coruña           | Cemento     | María Irigoyen           | Vesna Manasieva Ksenija Milevskaja          | 6-2, 6-4            |
| 5.  | 20 marzo 2010     | Irapuato            | Cemento     | María Irigoyen           | Lena Litvak Natalia Ryzhonkova              | 6(3)-7, 6-2, [10-7] |
| 6.  | 18 aprile 2010    | Osprey, FL          | Terra rossa | María Irigoyen           | Madison Brengle Asia Muhammad               | 6-1, 7-6(3)         |
| 7.  | 15 maggio 2010    | Rio de Janeiro      | Terra rossa | Maria Fernanda Alves     | Mailen Auroux Fernanda Hermenegildo         | 6-2, 6-3            |
| 8.  | 24 settembre 2010 | Foggia              | Terra rossa | María Irigoyen           | Estrella Cabeza-Candela Laura Pous Tió      | 6-2, 6-2            |
| 9.  | 24 giugno 2011    | Périgueux           | Terra rossa | Erika Sema               | Leticia Costas Inés Ferrer Suárez           | 6-2, 3-6, [10-7]    |
| 10. | 11 settembre 2011 | Podgorica           | Terra rossa | Corinna Dentoni          | Danka Kovinić Danica Krstajić               | 6-4, 5-7, [10-5]    |
| 11. | 14 luglio 2012    | Aschaffenburg       | Terra rossa | Stephanie Vogt           | Malou Ejdesgaard Réka-Luca Jani             | 6-3, 7-6(3)         |
| 12. | 20 settembre 2013 | ITF Saint-Malo      | Terra rossa | Elitsa Kostova           | Kathinka von Deichmann Nina Zander          | 6–2, 6–4            |
| 13. | 23 settembre 2013 | ITF Sevilla         | Terra rossa | Paula Cristina Gonçalves | Cecilia Costa Melgar Gaia Sanesi            | 6–3, 7–5            |
| 14. | 6 ottobre 2013    | ITF La Vall d'Uixó  | Terra rossa | Laura Thorpe             | Cindy Burger Arantxa Rus                    | 6–1, 6–4            |
| 15. | 7 ottobre 2013    | ITF Asunción        | Terra rossa | Laura Pigossi            | Vanesa Furlanetto Carolina Zeballos         | 5–7, 6–4, [10–8]    |
| 16. | 25 novembre 2013  | ITF Monterrey       | Cemento     | Laura Pigossi            | Indy de Vroome Lenka Wienerová              | 7–5, 7–5            |
| 17. | 15 dicembre 2013  | ITF Mérida          | Cemento     | Vanesa Furlanetto        | Laura Ioana Andrei Marina Melnikova         | 2–6, 7–6, [10–7]    |
| 18. | 2 giugno 2014     | ITF Brescia         | Terra rossa | Sanaz Marand             | Louisa Chirico Asia Muhammad                | 6–4, 4–6, [10–8]    |
| 19. | 30 giugno 2014    | ITF Denain          | Terra rossa | Paula Cristina Gonçalves | Nicola Slater Karolina Wlodarczak           | 7–6, 7–6            |
| 20. | 11 luglio 2014    | Open de Biarritz    | Terra rossa | Stephanie Vogt           | Lourdes Domínguez Lino Teliana Pereira      | 6–2, 6–2            |
| 21. | 8 agosto 2014     | ITF Caracas         | Cemento     | Vanesa Furlanetto        | Clothilde de Bernardi Ayaka Okuno           | 6–0, 6–0            |
| 22. | 16 agosto 2014    | ITF Bogotá          | Terra rossa | Lara Arruabarrena        | Melanie Klaffner Patricia Mayr-Achleitner   | 6–2, 6–0            |
| 23. | 22 giugno 2015    | ITF Périgueux       | Terra rossa | Gabriela Cé              | Victoria Rodríguez Marcela Zacarías         | 6–3, 6–2            |
| 24. | 6 marzo 2016      | ITF Campinas        | Terra rossa | Gabriela Cé              | Guadalupe Pérez Rojas Nadia Podoroska       | 1–6, 6–4, [10–4]    |
| 25. | 2 luglio 2016     | ITF Stuttgart       | Terra rossa | Lina Gjorcheska          | Aminat Kushkhova Diana Šumová               | 1–6, 6–1, [10–7]    |

#### Sconfitte (26)
| Torneo 100 000 $ (1) |
| Torneo 75 000 $ (0)  |
| Torneo 50 000 $ (1)  |
| Torneo 25 000 $ (22) |
| Torneo 15 000 $ (0)  |
| Torneo 10 000 $ (2)  |

| N.  | Data              | Torneo                  | Superficie  | Compagno                 | Avversarie in finale                         | Punteggio           |
| 1.  | 25 novembre 2006  | Cordoba                 | Terra rossa | Veronica Spiegel         | Yanina Wickmayer Teliana Pereira             | 5-7, 4-6            |
| 2.  | 11 maggio 2007    | Cordoba                 | Terra rossa | Luciana Sarmenti         | Soledad Esperon Agustina Lepore              | 1-6, 2-6            |
| 3.  | 4 ottobre 2008    | Juarez + H              | Terra rossa | Soledad Esperon          | Jorgelina Cravero Betina Jozami              | 0-6, 6(6)-7         |
| 4.  | 11 ottobre 2008   | San Luis Potosí         | Cemento     | Soledad Esperon          | Maria Fernanda Alves Frederica Piedade       | 7-5, 1-6, [8-10]    |
| 5.  | 28 novembre 2009  | Puebla                  | Cemento     | Maria Fernanda Alves     | Amanda Fink Elizabeth Lumpkin                | 4-6, 7-6(6), [8-10] |
| 6.  | 23 gennaio 2010   | Lutz, FL                | Terra rossa | Maria Fernanda Alves     | Aurélie Védy Mashona Washington              | 3-6, 3-6            |
| 7.  | 10 aprile 2010    | Jackson                 | Terra rossa | María Irigoyen           | Maria Fernanda Alves Ana-Clara Duarte        | 4-6, 6-3, [5-10]    |
| 8.  | 12 giugno 2010    | Budapest                | Terra rossa | Anna Livadaru            | Teodora Miric Lenka Wienerová                | 0-6, 2-6            |
| 9.  | 31 luglio 2010    | Bucarest                | Terra rossa | María Irigoyen           | Irina-Camelia Begu Elena Bogdan              | 1-6, 1-6            |
| 10. | 30 ottobre 2010   | Bayamón                 | Cemento     | María Irigoyen           | Maria Fernanda Alves Marie-Ève Pelletier     | 6(5)-7, 4-6         |
| 11. | 2 aprile 2011     | Buenos Aires            | Terra rossa | María Irigoyen           | Maria-Fernanda Alvarez-Teran Paula Ormaechea | 6-4, 5-7, [4-10]    |
| 12. | 2 luglio 2011     | Middelburg              | Terra rossa | Julia Cohen              | Quirine Lemoine Maryna Zanevs'ka             | 3-6, 4-6            |
| 13. | 3 settembre 2011  | Sarajevo                | Terra rossa | Maria João Koehler       | Maria Abramović Ana Vrljić                   | 7-5, 6(3)-7, [4-10] |
| 14. | 11 febbraio 2012  | Riviera De Sao Lourenco | Cemento     | Verónica Cepede Royg     | Mailen Auroux María Irigoyen                 | 3-6, 1-6            |
| 15. | 7 gennaio 2013    | ITF Innisbrook          | Terra rossa | Adriana Pérez            | Hsu Chieh-yu Ulrikke Eikeri                  | 3–6, 0–6            |
| 16. | 14 gennaio 2013   | ITF Port St. Lucie      | Terra rossa | Adriana Pérez            | Allie Will Angelina Gabueva                  | 6–4, 2–6, [7–10]    |
| 17. | 14 luglio 2013    | ITF Campinas            | Terra rossa | Carolina Zeballos        | Verónica Cepede Royg Adriana Pérez           | 0–6, 1–6            |
| 18. | 28 ottobre 2013   | ITF Caracas             | Cemento     | Laura Pigossi            | Verónica Cepede Royg Adriana Pérez           | 3–6, 3–6            |
| 19. | 26 maggio 2014    | ITF Grado               | Terra rossa | Lara Arruabarrena        | Verónica Cepede Royg Stephanie Vogt          | 4–6, 2–6            |
| 20. | 9 giugno 2014     | ITF Padua               | Terra rossa | Paula Cristina Gonçalves | Gioia Barbieri Sofia Shapatava               | 4–6, 6–0, [12–14]   |
| 21. | 23 giugno 2014    | ITF Périgueux           | Terra rossa | Gabriela Cé              | Andrea Gámiz Sara Sorribes Tormo             | 7–5, 4–6, [8–10]    |
| 22. | 29 settembre 2014 | ITF Monterrey           | Cemento     | Sofia Shapatava          | Nastja Kolar Chantal Škamlová                | 3–6, 6–2, [5–10]    |
| 23. | 8 March 2015      | ITF Curitiba            | Terra rossa | Beatriz García Vidagany  | Ysaline Bonaventure Rebecca Peterson         | 6–4, 3–6, [5–10]    |
| 24. | 29 giugno 2015    | ITF Denain              | Terra rossa | Xenia Knoll              | Elise Mertens İpek Soylu                     | 6(3)–7, 3–6         |
| 25. | 17 ottobre 2015   | ITF Rock Hill           | Cemento     | Elitsa Kostova           | Ema Burgić Bucko Renata Zarazúa              | 5–7, 2–6            |
| 26. | 4 dicembre 2015   | ITF Santiago            | Terra rossa | Laura Pigossi            | Victoria Rodríguez Renata Zarazúa            | 2–6, 7–5, [7–10]    |